# طومار

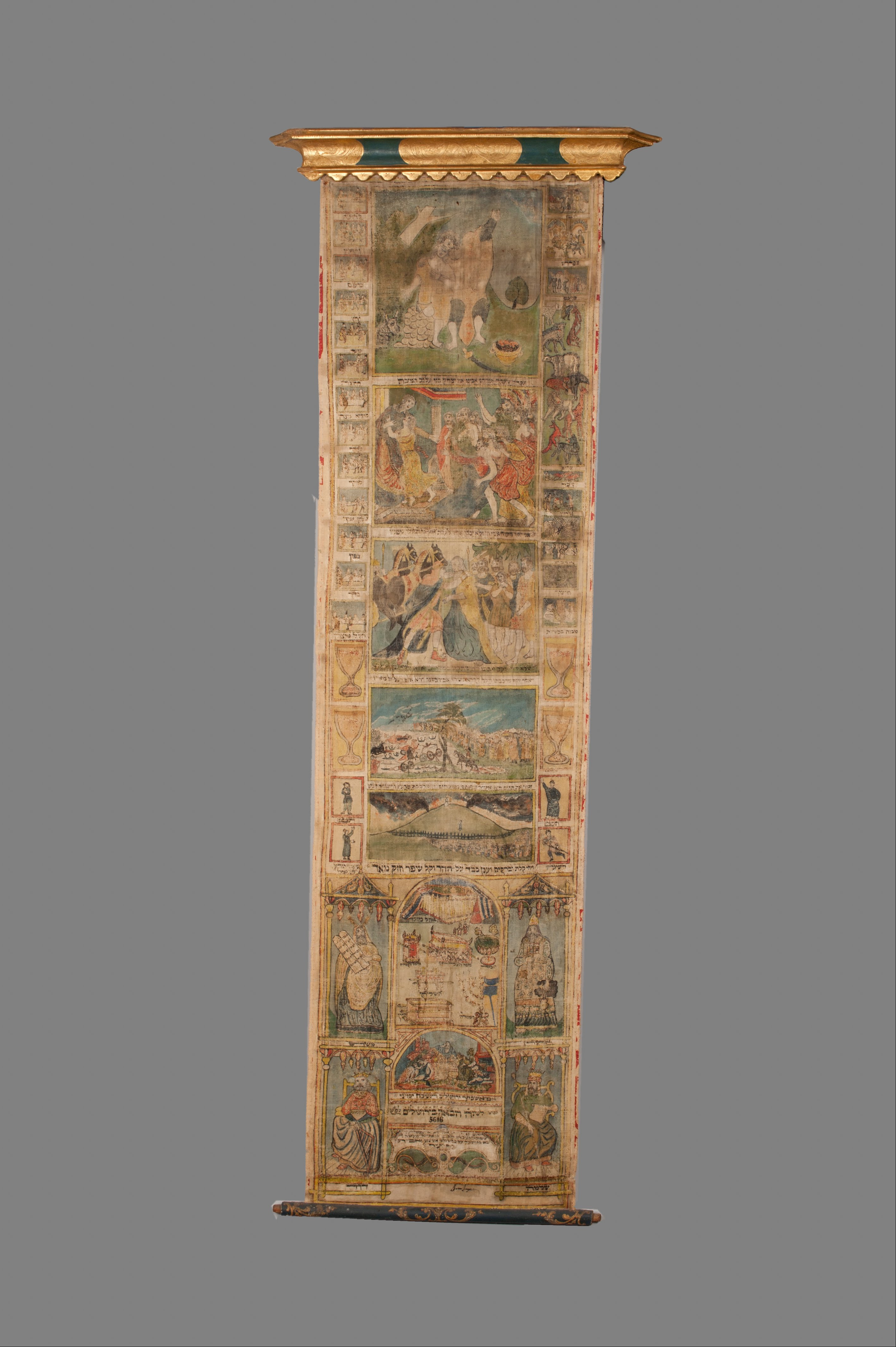

الطومار (والطامور لغة فيها قلب) أو الدَّرْج أو اللَّفَّة يراد به الكامل من مقادير قطع الورق.. وهو الذي كان يعبّر عنه بالفرخة (فرخ الورق) وذهب السيوطي إلى أنه الصحيفة أو الكتاب أو الوثيقة أي ورقة ملفوفة ومشدودة ومحزّمة، والكلمة في أصلها لفظ دخيل جرى مجرى الاصطلاح عند كتّاب الدواوين في العصر الإسلامي. يقصد به الخظ المكتوب على هيئة معينة على الورق المتّخذ من الكاغد (ورق البرادي) ومن ذلك نشأ ما يعرف بقلم الطومار وورق الطومار. ويستدلّ بالأول على الخط المعروف عند العرب وهو مكتوب بقلمٍ مبسوط وشبه خالٍ من الاستدارة ونحوها. وبهذا الخط أو القلم كتبت أكثر نسخ القرآن الكريم، ويستدل بالثاني على قطعة من الورق لا تزيد الواحدة منها عن أربع وعشرين شعرة كانت تستخدم في المكاتبات بين الخلفاء والسلاطين، استمرّت حتى نهاية العصر المملوكي.

## خط
خط الطومار خط عربي كان يكتب به في بلاط السلاطين واشتق اسمه من اسم الورق الذي كان يكتب عليه
وهو ورق الطومار ويكتب خط الطومار بقلم سنه يساوى سمك ورقة الطومار وسمك ورقة الطومار كان يساوى
24 شعرة من شعر ذيل البرذون. والبرذون اسم كانت العرب تطلقه على الخيل التي يؤتى بها من بلاد الترك، وكانت لهذه البراذين مشية متميزة تختلف عن مشية الخيول العربية، فكان في مشيتها شيء من التمايل والتبختر، فكانت تعتبر في وقت من الأوقات من مراكب المترفين.
من شرح صحيح البخاري: (برذون) هو غير العربي من الخيل والبغال، من الفصيلة الخيلية، كبير الخلقة، غليظ الأعضاء، قوي الأرجل، ضخم الحوافر.
من خصائصه أن جميع مستدراته تكون بوجه القلم والمدّات بسنة القلم والتعاريق بوجهه متجها على اليمين. وحرفي الفاء والقاف في خط الطومار تكون أواسطها محدودة وجنباتها مدورة وقد كتب بخط الطومار العديد من الخطاطين منهم
ابن مقلة وابن البواب. ومن خط الطومار اشتق خطا الثلثين وخط الثلث حيث كان سن قلم الثلثين يساوى ست عشرة شعارة من شعر ذيل البرذون. وسن قلم الثلث يساوي ثمان شعرات من ذيل البرذون.